# Stazione di Vigodarzere
Stazione di Vigodarzere vasútállomás Olaszországban, Veneto régióban, Vigodarzere településen.

## Vasútvonalak
Az állomást az alábbi vasútvonalak érintik:
- Padova-Bassano-vasútvonal

## Kapcsolódó állomások
A vasútállomáshoz az alábbi állomások vannak a legközelebb: 
- Stazione di Campodarsego (Stazione di Bassano del Grappa)
- Stazione di Padova (nincs)